# Hong Kong Pegasus FC
Hong Kong Pegasus FC (chinesisch 香港飛馬足球會 / 香港飞马足球会, englisch Hong Kong Pegasus Football Club), auch The Flying Horsemen genannt, ist ein Fußballverein aus Hongkong, das 2008 gegründet wurde. Aktuell spielt der Verein in der höchsten Liga der Stadt, der Hong Kong Premier League (HKPL).(Stand 2019)

## Geschichte
Der Verein wurde 2008 von Fußballenthusiasten aus Tin Shui Wai in Yuen Long als TSW Pegasus (天水圍飛馬) gegründet. Man startete mit einem Budget von 10.000.000 HKD in der damals höchsten Liga der Sonderverwaltungszone, der Hong Kong First Division League. Im Juli 2012 unterzeichnete der Verein einen neuen Sponsorvertrag mit Sun International Resources Limited (太陽國際資源有限公司) und benannte sich um in „Sun Pegasus“ (太陽飛馬). Nach der Saison 2014/2015 zog sich der Sponsor zurück. Der Verein wurde wieder in Hong Kong Pegasus umbenannt.

## Erfolge

### National

#### Liga
- Hong Kong First Division League

Vizemeister: 2009/10, 2011/12

#### Pokal
- Hong Kong Senior Challenge Shield

Sieger: 2008/09
Finalist: 2013/14
- Hong Kong FA Cup

Sieger: 2009/10, 2015/16
Finalist: 2008/09, 2010/11, 2011/12
- Hong Kong League Cup

Finalist: 2008/09, 2010/11, 2001/12
- Sapling Cup

Sieger: 2015/16
Finalist: 2016/17
Quelle: Hong Kong Football Association, Soccerway, The Rec.Sport.Soccer Statistics Foundation (RSSSF)

## Stadion

### Heimstadion
Der Verein besitzt wie die meisten Fußballklubs in Hongkong kein eigenes Heimstadion. Aktuell trägt der Verein dessen Heimspiele im Hong Kong Stadium (HKS, ⊙) aus. (Stand: November 2019) Von 2008 bis 2013 trug die Mannschaft ihre Spiele im 1968 erbautem Yuen Long Stadium (YLS, ⊙) mit einer Kapazität von bis zu 4,932 Personen in Yuen Long in den New Territories aus. Später oft im 1961 erbauten Mong Kok Stadium (MKS, ⊙) im Stadtteil Mongkok von Kowloon. Das Hong Kong Stadium (HKS) hat eine Kapazität von maximal 40.000 Zuschauerplätzen. Betreiber bzw. Eigentümer des Stadions ist das Leisure and Cultural Services Department (LCSD) der Stadt Hongkong.

## Spieler
(Stand: November 2019)
| Nr. |            | Position | Name                              |
| --- | ---------- | -------- | --------------------------------- |
| 1   | Hongkong   | TW       | Leung, Hing Kit                   |
| 3   | Hongkong   | AB       | Lui, Man Tik                      |
| 4   | Australien | AB       | Michael John Glassock FP U        |
| 5   | Hongkong   | MF       | Kwok, Tsz Kaai                    |
| 6   | Hongkong   | MF       | Chan, Hiu Fung                    |
| 7   | Hongkong   | ST       | Chan, Siu Ki (Mannschaftskapitän) |
| 8   | Spanien    | MF       | Marcos Gondra Krug FP             |
| 9   | Hongkong   | ST       | Lee, Oi Hin                       |
| 10  | Australien | MF       | Charles Lokolingoy FP             |
| 11  | Japan      | MF       | Sasaki, Shu FP                    |
| 12  | Hongkong   | MF       | Siu, Chun Ming                    |
| 13  | Hongkong   | AB       | Wong, Chun Ho                     |
| 15  | Hongkong   | ST       | Chan, Wai Ho                      |

| Nr. |           | Position | Name                          |
| --- | --------- | -------- | ----------------------------- |
| 16  | Hongkong  | MF       | Law, Hiu Chung                |
| 17  | Hongkong  | AB       | Chan, Pak Hang                |
| 18  | Hongkong  | MF       | Chang, Hei Yin                |
| 19  | Hongkong  | AB       | Yiu, Ho Ming                  |
| 20  | Brasilien | MF       | Gabriel Antonio Méndez FP     |
| 21  | Hongkong  | AB       | Cheung, Chi Yung              |
| 22  | Hongkong  | AB       | Yim, Kai Wa                   |
| 23  | Hongkong  | AB       | Lui, Kit Ming                 |
| 24  | Hongkong  | TW       | Law, King Hei                 |
| 25  | Hongkong  | MF       | Yau, Ka Wai                   |
| 28  | Hongkong  | MF       | Chiu, Wan Chun                |
| 30  | Brasilien | MF       | David Rafael Lazari Zana FP U |
| 77  | Hongkong  | ST       | Tsang, Kin Fong               |

Quelle: Hong Kong Pegasus FC, Hong Kong Football Association, Soccerway
Anmerkung

## Trainer seit 2008
| Name                 | von                | bis           |
| -------------------- | ------------------ | ------------- |
| José Ricardo Rambo   | 01.07.2008         | 30.06.2010    |
| Dejan Antonić        | 01.07.2009         | 30.11.2009    |
| Hiu-Ming Chan        | 01.07.2010         | 14.06.2012    |
| Ho-Yin Chan          | 10.07.2012         | 09.10.2012    |
| José Ricardo Rambo   | 09.06.2014         | 26.01.2015    |
| Chi-Hong Chan        | 27.01.2015         | 30.06.2015    |
| Chi-Kin Lee          | 01.07.2015         | 30.06.2016    |
| Kevin Bond           | 11.04.2016         | 05.06.2016    |
| Steve Gallen         | 04.07.2016         | 03.11.2016    |
| Kevin Bond           | 07.11.2016         | 30.06.2017    |
| Ching-Kwong Yeung    | 01.07.2017         | 31.05.2018    |
| Pedro García         | 01.07.2018         | 30.09.2018    |
| Ho-Yin Chan          | 1. Oktober 2018    | 9. Juli 2019  |
| Pei Tak Peter Man    | 10. Juli 2019      | 10. Mai 2020  |
| Kar-Lok Kenneth Kwok | 10. Mai 2020       | 30. Juni 2021 |
| Chi-Kan Ronald Yan   | 25. September 2021 | heute         |

## Beste Torschützen seit 2014
| Saison    | Name                    | Tore |
| --------- | ----------------------- | ---- |
| 2014/2015 | Admir Raščić            | 12   |
| 2015/2016 | Admir Adrovic           | 10   |
| 2016/2017 | João Emir Porto Pereira | 7    |
| 2017/2018 | Travis Paul Major       | 13   |
| 2018/2019 | Travis Paul Major       | 9    |
| 2019/2020 |                         |      |